# Brzynka
Brzynka, Potok Kąty – potok, prawy dopływ Dunajca o długości 6,51 km.
Potok płynie w Paśmie Radziejowej w Beskidzie Sądeckim. Jego źródło znajduje się na północno-wschodnim stoku Koziarza, na wysokości ok. 820 m n.p.m. Stąd potok płynie na północ, pomiędzy głównym grzbietem Pasma Radziejowej (na zachodzie), a bocznym grzbietem odbiegającym z Koziarza na wschód (na wschodzie). Na wschód od szczytu Okrąglicy Północnej skręca w kierunku wschodnim i przepływa przez miejscowość Brzyna. Dolinę na tym odcinku ograniczają: od północy odgałęziający się od Cebulówki grzbiet Kobylicy, natomiast od południa – wspomniany już grzbiet odchodzący z Koziarza oraz jego boczne odnogi. We wschodniej części Brzyny (ok. 333 m n.p.m.) potok uchodzi do Dunajca poniżej mostu z Jazowska do Obidzy.
Zlewnia Brzynki znajduje się w granicach wsi Brzyna w województwie małopolskim, w powiecie nowosądeckim, w gminie Łącko. Wzdłuż dolnej części potoku prowadzi droga lokalna z Obidzy przez Brzynę na Cebulówkę.